# ایدن اسپینسا
ایدن اسپینسا (انگلیسی: Eden Espinosa؛ زادهٔ ۲ فوریهٔ ۱۹۷۸) یک خواننده اهل ایالات متحده آمریکا است.